# کارلو مورارو
کارلو مورارو (انگلیسی: Carlo Muraro؛ زادهٔ ۱ ژوئن ۱۹۵۵) بازیکن فوتبال اهل ایتالیا است.
از باشگاه‌هایی که در آن بازی کرده‌است می‌توان به باشگاه فوتبال اینتر میلان، باشگاه فوتبال آسکولی، باشگاه فوتبال اودینزه، باشگاه فوتبال پیستویزه، باشگاه فوتبال اتلتیکو آرتزو، و باشگاه فوتبال وارزه اشاره کرد.